# Nueva España (Madrid)
Nueva España es un barrio del distrito de Chamartín, situado en la zona noreste de la ciudad de Madrid. Sus límites son al sur la avenida de Alberto Alcocer y la calle de Costa Rica, al norte con las calles Mateo Inurria y Caídos de la División Azul; al oeste con el paseo de la Castellana y al este con la avenida de la Paz (M-30). El extremo noroccidental de este barrio toca con la plaza de Castilla, que pertenece al barrio vecino de Castilla.
Es uno de los barrios con mayor afluencia de la capital y del país. Entre los residentes (históricos y actuales) destacados se incluyen Dámaso Alonso, Florentino Pérez, Gloria Fuertes o Pío García Escudero.

## Demografía
Se trata de un barrio residencial y tranquilo. No hay grandes índices de población extranjera aunque en él se pueden encontrar varias embajadas.

## Transporte

### Cercanías Madrid
A pesar de que el barrio es atravesado por ambos túneles Atocha-Chamartín, ninguno de los dos efectúa parada en él. Las estaciones más cercanas son Nuevos Ministerios (C-2, C-3, C-4, C-7, C-8 y C-10, situada en el barrio de El Viso) y Chamartín (C-1, C-2, C-3, C-4, C-7, C-8 y C-10, así como trenes de media y larga distancia, barrio de Castilla). Se puede llegar a Nuevos Ministerios mediante la línea 10 de metro y las líneas 14, 27, 147 y 150 de la EMT, mientras que a Chamartín se puede llegar mediante las líneas 1 y 10 de metro también y la línea 5 de la EMT.

### Metro de Madrid
El barrio es servido por las líneas 1, 9 y 10.
- La línea 1 da servicio al extremo nororiental del barrio con la estación Plaza de Castilla
- La línea 9 da servicio al corazón del barrio con las estaciones Pío XII, Duque de Pastrana y Plaza de Castilla.
- La línea 10 da servicio al oeste del barrio con las estaciones Cuzco y Plaza de Castilla.

### Autobuses
El barrio está muy bien servido por autobuses, debido a su condición de lugar de paso y a poseer el intercambiador de Plaza de Castilla.
| Línea | Terminales                                   |
| ----- | -------------------------------------------- |
| 5     | Sol / Sevilla – Estación de Chamartín        |
| 11    | Marqués de Viana – Barrio Blanco             |
| 14    | Conde de Casal – Pío XII                     |
| 16    | Moncloa – Pío XII                            |
| 27    | Embajadores – Plaza de Castilla              |
| 29    | Felipe II – Manoteras                        |
| 40    | Tribunal – Alfonso XIII                      |
| 42    | Plaza de Castilla – Peña Grande              |
| 49    | Plaza de Castilla – Pitis                    |
| 51    | Sol / Sevilla – Plaza Perú                   |
| 52    | Sevilla – Santamarca                         |
| 66    | Cuatro Caminos – Fuencarral                  |
| 67    | Plaza de Castilla – Bº Peñagrande            |
| 70    | Plaza de Castilla – Alsacia                  |
| 87    | República Dominicana – Las Cárcavas          |
| 107   | Plaza de Castilla – Hortaleza                |
| 124   | Cuatro Caminos – Lacoma                      |
| 129   | Plaza de Castilla – Manoteras                |
| 134   | Plaza de Castilla – Montecarmelo             |
| 135   | Plaza de Castilla – Hospital Ramón y Cajal   |
| 147   | Callao – Barrio del Pilar                    |
| 149   | Tribunal – Plaza de Castilla                 |
| 150   | Sol / Sevilla – Virgen del Cortijo           |
| 173   | Plaza de Castilla – Sanchinarro              |
| 174   | Plaza de Castilla – Valdebebas               |
| 175   | Plaza de Castilla – Las Tablas Norte         |
| 176   | Plaza de Castilla – Las Tablas Sur           |
| 177   | Plaza de Castilla – Marqués de Viana         |
| 178   | Plaza de Castilla – Montecarmelo             |
| N1    | Cibeles – Sanchinarro                        |
| N22   | Cibeles – Barrio de La Paz                   |
| N23   | Cibeles – Montecarmelo                       |
| N24   | Cibeles – Las Tablas                         |
| SE704 | Plaza de Castilla – Cementerio de Fuencarral |